# 兰多杰平底船屋
兰多杰平底船屋（Llandoger Trow）是英格兰西南部城市布里斯托尔的一个有历史的英式酒吧。可追溯到1664年，它位于国王街（King Street）,介于 Welsh Back 和夏洛特女王街（Queen Charlotte Street）之间，靠近老码头。
经营这家酒吧的霍金斯船长，命名了这个酒吧：特罗（trow）是一种平底驳船；而兰多戈（Llandogo）则是船长的家乡，是威尔士南部的一个村庄，位于布里斯托尔西北20英里（32），塞文河口对岸的威河上，曾经建造这种平底船，历史上在兰多戈与布里斯托尔之间往返航行，进行贸易。该建筑在第二次世界大战中遭到破坏，不过状况仍然良好。1959年列为II* 级登录建筑。
传统认为丹尼尔·笛福正是在此遇见亚历山大·塞尔科克，得到灵感，创作了《鲁滨逊漂流记》，罗伯特·路易斯·史蒂文森也是从中得到灵感，构思《金银岛》中的本鲍上将旅馆。酒吧据说也闹鬼，多达15个鬼魂，最有名的是一个小孩，在顶楼可以听到脚步声。自2009年以来，业主组织了夜间猎鬼。
2019年4月20日，酒吧关闭，其前景目前不明朗。

## 历史

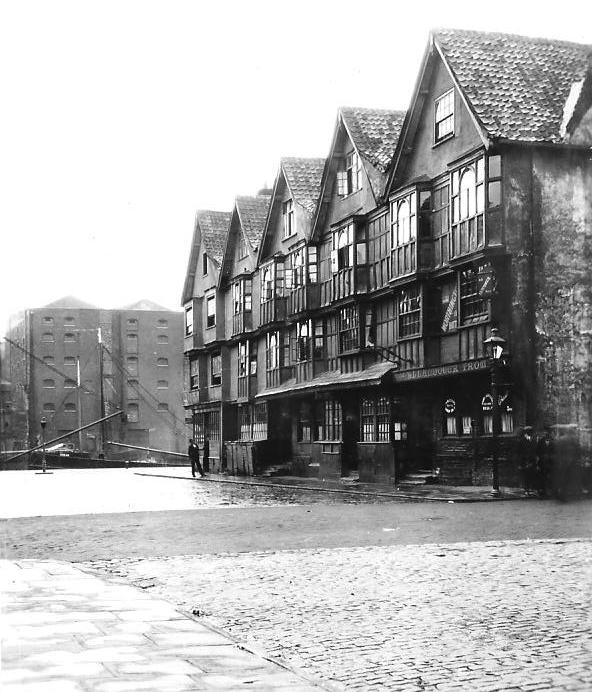
1930年代初

该建筑的历史可追溯到1664年，最初是一排三栋木骨架房屋。酒吧有一个18世纪的店面，但大门的历史可以追溯到20世纪。酒吧在二战中部分被炸弹摧毁，最初的五道山墙仍然保留三道。1959年1月8日列为 II* 级登录建筑。
在维多利亚时代，这家酒吧与马路对面的皇家剧院有关，许多表演者和音乐家都参观了，包括亨利·欧文。。

## 现状
1962年，它成为一家扒房，现在则是属于惠特贝瑞的啤酒馆。2007年，兰多杰平底船屋成为"海盗湾" 剧集中的三个地点之一。另外两个是黑胡子的房子和雷德克利夫洞穴。
2019年，惠特贝瑞决定关闭兰多杰平底船屋，因为它不符合惠特贝瑞风格的酒吧，需要维修，估计成本超过200万英镑。2019年4月20日关闭。惠特贝瑞正在打算出租这栋建筑。